# Marta Canales
Marta Canales Pizarro (Santiago, 17 de julio de 1893 - 6 de diciembre de 1986) fue una violinista, directora de coro y compositora chilena. Nació en Santiago y debutó como violinista a los once años interpretando el Concierto para violín de Mendelssohn. Creó un grupo de cámara con sus hermanos, que estuvo activo entre 1916 y 1920. Después de que terminó su carrera como intérprete, estudió composición con Luigi Stefano Giarda y luego trabajó como compositora y directora coral. Murió en Santiago, a los 93 años.

## Obras
Algunas de sus obras incluyen:
- Marta y María, oratorio para solistas, coro, órgano y orquesta de cuerdas (1929)
- Misa de Eucaristía, para cuatro voces mixtas, coro y orquesta de cuerdas (1930)
- Misa de Navidad, para coro mixto a cuatro voces y orquesta (1930)
- Misa en estilo gregoriano, para voz y órgano (1933)
- Madrigales Teresianos, colección de doce corales a cuatro voces mixtas sobre la poesía de Santa Teresa de Jesús (1933)
- Himnos y cantos sacros en estilo gregoriano, para voz y órgano (1936-1940)
- Elevación, poema para órgano, arpa y orquesta de cuerdas
- Cuatro canciones de cuna, para coros a cuatro voces
- Dos canciones, a cuatro voces iguales
- Cantares Chilenos, colección de diez melodías, coros armonizados voces iguales, extraídas del folclore (1946)
- Villancicos, colección de cincuenta canciones tradicionales navideñas del folclore o tradición de diferentes naciones con coros armonizados a cuatro voces iguales (1946)[3]